# Halterofilia en los XXI Juegos Centroamericanos y del Caribe
Se detallan los resultados de las competiciones deportivas para la especialidad de Halterofilia
en los XXI Juegos Centroamericanos y del Caribe.

## Halterofilia
El campeón de la especialidad Halterofilia fue  Colombia.

### Medallero
Los resultados del medallero por información de la Organización de los Juegos Mayagüez 2010
fueron:

#### Medallero Total
País anfitrión en negrilla. La tabla se encuentra ordenada por la cantidad de medallas de oro.
| Núm.  | País                 | Oro | Plata | Bronce | Total | Orden por Total |
| ----- | -------------------- | --- | ----- | ------ | ----- | --------------- |
| 1     | Colombia             | 25  | 10    | 6      | 41    | 1               |
| 2     | Venezuela            | 12  | 22    | 3      | 37    | 2               |
| 3     | México               | 4   | 2     | 9      | 15    | 4               |
| 4     | República Dominicana | 3   | 3     | 7      | 13    | 5               |
| 5     | Guatemala            | 1   | 0     | 1      | 2     | 9               |
| TOTAL | TOTAL                | 45  | 45    | 45     | 135   |                 |

Fuente: Organización de los XXI Juegos Centroamericanos y del Caribe

#### Medallero por Género
País anfitrión en negrilla. La tabla se encuentra ordenada por la cantidad de medallas de oro.
| Clasificación por Oro | País                 | Hombres | Hombres | Hombres | Hombres | Mujeres | Mujeres | Mujeres | Mujeres | TOTAL | Clasificación por Total |
| Clasificación por Oro | País                 |         |         |         | Total   |         |         |         | Total   | TOTAL | Clasificación por Total |
| 1                     | Colombia             | 14      | 5       | 4       | 23      | 11      | 5       | 2       | 18      | 41    | 1                       |
| 2                     | Venezuela            | 9       | 13      | 2       | 24      | 3       | 9       | 1       | 13      | 37    | 2                       |
| 3                     | México               | 0       | 0       | 0       | 0       | 4       | 2       | 9       | 15      | 15    | 4                       |
| 4                     | República Dominicana | 0       | 2       | 6       | 8       | 3       | 1       | 1       | 5       | 13    | 5                       |
| 5                     | Guatemala            | 1       | 0       | 1       | 2       | 0       | 0       | 0       | 0       | 2     | 9                       |
| TOTAL                 | TOTAL                | 24      | 24      | 24      | 72      | 21      | 21      | 21      | 63      | 135   |                         |

Fuente: Organización de los XXI Juegos Centroamericanos y del Caribe

### Múltiples Ganadores
El tablero de multimedallas para la de los XXI Juegos Centroamericanos y del Caribe Mayagüez 2010 
presenta a los deportistas destacados que conquistaron más de una medalla en las competiciones de Halterofilia realizadas en Mayagüez, Puerto Rico.
Fuente: 
Organización de los XXI Juegos Centroamericanos y del Caribe Mayagüez 2010. 
| Clasificación del País | Clasificación del Total | Deportista          | País                 | Disciplina   |   |   |   | Total |
| 1                      | 29                      | Yuderquis Contreras | República Dominicana | Halterofilia | 3 | 0 | 0 | 3     |
| 1                      | 29                      | Salas Habib de las  | Colombia             | Halterofilia | 3 | 0 | 0 | 3     |
| 1                      | 29                      | Yaniuska Espinosa   | Venezuela            | Halterofilia | 3 | 0 | 0 | 3     |
| 1                      | 29                      | Julio Luna          | Venezuela            | Halterofilia | 3 | 0 | 0 | 3     |
| 1                      | 29                      | Diego Salazar       | Colombia             | Halterofilia | 3 | 0 | 0 | 3     |
| 1                      | 29                      | Leidy Solís         | Colombia             | Halterofilia | 3 | 0 | 0 | 3     |
| 1                      | 29                      | Wilmer Torres       | Colombia             | Halterofilia | 3 | 0 | 0 | 3     |
| 1                      | 29                      | Carolina Valencia   | México               | Halterofilia | 3 | 0 | 0 | 3     |
| 1                      | 29                      | Ubaldina Valoyes    | Colombia             | Halterofilia | 3 | 0 | 0 | 3     |
| 10                     | 72                      | Carlos Andica       | Colombia             | Halterofilia | 2 | 1 | 0 | 3     |
| 10                     | 72                      | Jhony Andica        | Colombia             | Halterofilia | 2 | 1 | 0 | 3     |
| 10                     | 72                      | Jackelina Heredia   | Colombia             | Halterofilia | 2 | 1 | 0 | 3     |
| 10                     | 72                      | Yoel Morales        | Venezuela            | Halterofilia | 2 | 1 | 0 | 3     |
| 10                     | 72                      | Junior Sánchez      | Venezuela            | Halterofilia | 2 | 1 | 0 | 3     |